# カーゴ・エアウェイズ・インターナショナル
カーゴ・エアウェイズ・インターナショナル（Cargo Airways International）は、カメルーンの首都ドゥアラの貨物航空会社。ドゥアラ国際空港を拠点としている。

## 保有機材
2011年3月29日現在の保有機材は以下：